# اسبکیا
اسبکیا (نام علمی: Osbeckia) نام یک سرده از راسته موردسانان است.